# Olympische Sommerspiele 2020/Teilnehmer (Tunesien)
| Gelbes Symbol für Goldmedaillen mit stilisierten Olympischen Ringen | Graues Symbol für Silbermedaillen mit stilisierten Olympischen Ringen | Braundes Symbol für Bronzemedaillen mit stilisierten Olympischen Ringen |
| ------------------------------------------------------------------- | --------------------------------------------------------------------- | ----------------------------------------------------------------------- |
| 1                                                                   | 1                                                                     | —                                                                       |

Tunesien nahm an den Olympischen Spielen 2020 in Tokio mit 63 Sportlern in 16 Sportarten teil. Es war die insgesamt 15. Teilnahme an Olympischen Sommerspielen.

## Medaillengewinner

### Gold
| Name           | Sportart  | Wettkampf          |
| -------------- | --------- | ------------------ |
| Ahmed Hafnaoui | Schwimmen | 400 Meter Freistil |

### Silber
| Name                    | Sportart  | Wettkampf        |
| ----------------------- | --------- | ---------------- |
| Mohamed Khalil Jendoubi | Taekwondo | Klasse bis 58 kg |

## Teilnehmer nach Sportarten

### Bogenschießen
| Athleten                     | Wettbewerb | Qualifikation | Qualifikation | 1. Runde | 1. Runde | 2. Runde      | 2. Runde      | Achtelfinale  | Achtelfinale  | Viertelfinale | Viertelfinale | Halbfinale    | Halbfinale    | Finale        | Finale        | Rang          |
| Athleten                     | Wettbewerb | Ringe         | Rang          | Gegner   | Ergebnis | Gegner        | Ergebnis      | Gegner        | Ergebnis      | Gegner        | Ergebnis      | Gegner        | Ergebnis      | Gegner        | Ergebnis      | Rang          |
| ---------------------------- | ---------- | ------------- | ------------- | -------- | -------- | ------------- | ------------- | ------------- | ------------- | ------------- | ------------- | ------------- | ------------- | ------------- | ------------- | ------------- |
| Frauen                       |            |               |               |          |          |               |               |               |               |               |               |               |               |               |               |               |
| Rihab Elwalid                | Einzel     | 609           | 59            | A. Román | 2:6      | ausgeschieden | ausgeschieden | ausgeschieden | ausgeschieden | ausgeschieden | ausgeschieden | ausgeschieden | ausgeschieden | ausgeschieden | ausgeschieden | ausgeschieden |
| Männer                       |            |               |               |          |          |               |               |               |               |               |               |               |               |               |               |               |
| Mohamed Hammed               | Einzel     | 631           | 62            | Oh J.-h. | 0:6      | ausgeschieden | ausgeschieden | ausgeschieden | ausgeschieden | ausgeschieden | ausgeschieden | ausgeschieden | ausgeschieden | ausgeschieden | ausgeschieden | ausgeschieden |
| Mixed                        |            |               |               |          |          |               |               |               |               |               |               |               |               |               |               |               |
| Mohamed Hammed Rihab Elwalid | Mannschaft | 1240          | 28            | —        | —        | —             | —             | ausgeschieden | ausgeschieden | ausgeschieden | ausgeschieden | ausgeschieden | ausgeschieden | ausgeschieden | ausgeschieden | ausgeschieden |

### Boxen
| Athleten       | Wettbewerb              | 1. Runde | 1. Runde | Achtelfinale | Achtelfinale | Viertelfinale | Viertelfinale | Halbfinale    | Halbfinale    | Finale        | Finale        | Rang |
| Athleten       | Wettbewerb              | Gegner   | Ergebnis | Gegner       | Ergebnis     | Gegner        | Ergebnis      | Gegner        | Ergebnis      | Gegner        | Ergebnis      | Rang |
| -------------- | ----------------------- | -------- | -------- | ------------ | ------------ | ------------- | ------------- | ------------- | ------------- | ------------- | ------------- | ---- |
| Frauen         |                         |          |          |              |              |               |               |               |               |               |               |      |
| Khouloud Hlimi | Federgewicht bis 57 kg  | Freilos  | Freilos  | S. Irie      | 0:5          | ausgeschieden | ausgeschieden | ausgeschieden | ausgeschieden | ausgeschieden | ausgeschieden | 9    |
| Mariem Homrani | Leichtgewicht bis 60 kg | Freilos  | Freilos  | I. Khelif    | 0:5          | ausgeschieden | ausgeschieden | ausgeschieden | ausgeschieden | ausgeschieden | ausgeschieden | 9    |

### Fechten
| Athleten                                                       | Wettbewerb       | 1. Runde  | 1. Runde | 2. Runde         | 2. Runde      | Achtelfinale  | Achtelfinale  | Viertelfinale | Viertelfinale | Halbfinale / Klassifikation | Halbfinale / Klassifikation | Finale / Platzierung | Finale / Platzierung | Rang          |
| Athleten                                                       | Wettbewerb       | Gegner    | Ergebnis | Gegner           | Ergebnis      | Gegner        | Ergebnis      | Gegner        | Ergebnis      | Gegner                      | Ergebnis                    | Gegner               | Ergebnis             | Rang          |
| -------------------------------------------------------------- | ---------------- | --------- | -------- | ---------------- | ------------- | ------------- | ------------- | ------------- | ------------- | --------------------------- | --------------------------- | -------------------- | -------------------- | ------------- |
| Frauen                                                         |                  |           |          |                  |               |               |               |               |               |                             |                             |                      |                      |               |
| Sarra Besbes                                                   | Degen Einzel     | Freilos   | Freilos  | F. Isola         | 12:15         | ausgeschieden | ausgeschieden | ausgeschieden | ausgeschieden | ausgeschieden               | ausgeschieden               | ausgeschieden        | ausgeschieden        | ausgeschieden |
| Inès Boubakri                                                  | Florett Einzel   | Freilos   | Freilos  | L. Korobeinikowa | 3:15          | ausgeschieden | ausgeschieden | ausgeschieden | ausgeschieden | ausgeschieden               | ausgeschieden               | ausgeschieden        | ausgeschieden        | ausgeschieden |
| Nadia Ben Aziz                                                 | Säbel Einzel     | B. Devi   | 3:15     | ausgeschieden    | ausgeschieden | ausgeschieden | ausgeschieden | ausgeschieden | ausgeschieden | ausgeschieden               | ausgeschieden               | ausgeschieden        | ausgeschieden        | ausgeschieden |
| Amira Ben Chaabane                                             | Säbel Einzel     | Freilos   | Freilos  | L. Pusztai       | 12:15         | ausgeschieden | ausgeschieden | ausgeschieden | ausgeschieden | ausgeschieden               | ausgeschieden               | ausgeschieden        | ausgeschieden        | ausgeschieden |
| Yasmine Daghfous                                               | Säbel Einzel     | R. Katona | 6:15     | ausgeschieden    | ausgeschieden | ausgeschieden | ausgeschieden | ausgeschieden | ausgeschieden | ausgeschieden               | ausgeschieden               | ausgeschieden        | ausgeschieden        | ausgeschieden |
| Nadia Ben Aziz Amira Ben Chaabane Yasmine Daghfous Olfa Hezami | Säbel Mannschaft | —         | —        | —                | —             | Japan         | 29:45         | ausgeschieden | ausgeschieden | ausgeschieden               | ausgeschieden               | ausgeschieden        | ausgeschieden        | ausgeschieden |
| Männer                                                         |                  |           |          |                  |               |               |               |               |               |                             |                             |                      |                      |               |
| Mohamed Samandi                                                | Florett Einzel   | Freilos   | Freilos  | T. Shikine       | 4:15          | ausgeschieden | ausgeschieden | ausgeschieden | ausgeschieden | ausgeschieden               | ausgeschieden               | ausgeschieden        | ausgeschieden        | ausgeschieden |
| Farès Ferjani                                                  | Säbel Einzel     | Freilos   | Freilos  | E. Berrè         | 10:15         | ausgeschieden | ausgeschieden | ausgeschieden | ausgeschieden | ausgeschieden               | ausgeschieden               | ausgeschieden        | ausgeschieden        | ausgeschieden |

### Gewichtheben
| Athleten        | Wettbewerb               | Reißen  | Reißen | Stoßen                | Stoßen                | Zweikampf | Zweikampf | Rang |
| Athleten        | Wettbewerb               | Gewicht | Rang   | Gewicht               | Rang                  | Gewicht   | Rang      | Rang |
| --------------- | ------------------------ | ------- | ------ | --------------------- | --------------------- | --------- | --------- | ---- |
| Frauen          |                          |         |        |                       |                       |           |           |      |
| Nouha Landoulsi | Federgewicht bis 55 kg   | 88 kg   | 8      | 108 kg                | 8                     | 196 kg    | 8         | 8    |
| Chaima Rahmouni | Mittelgewicht bis 64 kg  | 91 kg   | 12     | ohne gültigen Versuch | ohne gültigen Versuch | —         | —         | —    |
| Männer          |                          |         |        |                       |                       |           |           |      |
| Karem Ben Hnia  | Leichtgewicht bis 73 kg  | 153 kg  | 5      | 185 kg                | 6                     | 338 kg    | 6         | 6    |
| Ramzi Bahloul   | Mittelgewicht bis 81 kg  | 136 kg  | 14     | 164 kg                | 12                    | 300 kg    | 12        | 12   |
| Aymen Bacha     | Schwergewicht bis 109 kg | 177 kg  | 8      | 211 kg                | 9                     | 388 kg    | 9         | 9    |

### Judo
| Athleten            | Wettbewerb | 1. Runde     | 1. Runde | 2. Runde | 2. Runde | Achtelfinale  | Achtelfinale  | Viertelfinale | Viertelfinale | Halbfinale / Trostrunde | Halbfinale / Trostrunde | Finale / Platz 3 | Finale / Platz 3 | Rang |
| Athleten            | Wettbewerb | Gegner       | Ergebnis | Gegner   | Ergebnis | Gegner        | Ergebnis      | Gegner        | Ergebnis      | Gegner                  | Ergebnis                | Gegner           | Ergebnis         | Rang |
| ------------------- | ---------- | ------------ | -------- | -------- | -------- | ------------- | ------------- | ------------- | ------------- | ----------------------- | ----------------------- | ---------------- | ---------------- | ---- |
| Frauen              |            |              |          |          |          |               |               |               |               |                         |                         |                  |                  |      |
| Ghofran Khelifi     | bis 57 kg  | I. Iliewa    | 0s2:10   | —        | —        | ausgeschieden | ausgeschieden | ausgeschieden | ausgeschieden | ausgeschieden           | ausgeschieden           | ausgeschieden    | ausgeschieden    | 17   |
| Nihel Landolsi      | bis 70 kg  | A. Bernholm  | 0s1:10   | —        | —        | ausgeschieden | ausgeschieden | ausgeschieden | ausgeschieden | ausgeschieden           | ausgeschieden           | ausgeschieden    | ausgeschieden    | 17   |
| Nihel Cheikh Rouhou | über 78 kg | S. Adlington | 10s1:0s2 | —        | —        | Xu S.         | 0:10          | ausgeschieden | ausgeschieden | ausgeschieden           | ausgeschieden           | ausgeschieden    | ausgeschieden    | 9    |

### Kanu

#### Kanurennsport
| Athleten                      | Wettbewerb | Vorlauf      | Vorlauf | Viertelfinale | Viertelfinale | Halbfinale    | Halbfinale    | Finale A/B    | Finale A/B    | Rang          |
| Athleten                      | Wettbewerb | Zeit         | Rang    | Zeit          | Rang          | Zeit          | Rang          | Zeit          | Rang          | Rang          |
| ----------------------------- | ---------- | ------------ | ------- | ------------- | ------------- | ------------- | ------------- | ------------- | ------------- | ------------- |
| Frauen                        |            |              |         |               |               |               |               |               |               |               |
| Khaoula Sassi                 | K-1 200 m  | 45,101 s     | 5       | 45,809 s      | 6             | ausgeschieden | ausgeschieden | ausgeschieden | ausgeschieden | ausgeschieden |
| Afef Ben Ismail Khaoula Sassi | K-2 500 m  | 2:05,770 min | 5       | 2:10,979 min  | 6             | ausgeschieden | ausgeschieden | ausgeschieden | ausgeschieden | ausgeschieden |
| Männer                        |            |              |         |               |               |               |               |               |               |               |
| Mohamed Ali Mrabet            | K-1 1000 m | 4:02,148 min | 5       | 3:56,325 min  | 5             | ausgeschieden | ausgeschieden | ausgeschieden | ausgeschieden | ausgeschieden |
| Ghailene Khattali             | C-1 1000 m | 4:39,791 min | 6       | 4:35,417 min  | 7             | ausgeschieden | ausgeschieden | ausgeschieden | ausgeschieden | ausgeschieden |

### Leichtathletik
Laufen und Gehen 
| Athleten             | Wettbewerb       | Runde 1     | Runde 1 | Halbfinale    | Halbfinale    | Finale        | Finale        |
| Athleten             | Wettbewerb       | Zeit        | Rang    | Zeit          | Rang          | Zeit          | Rang          |
| -------------------- | ---------------- | ----------- | ------- | ------------- | ------------- | ------------- | ------------- |
| Frauen               |                  |             |         |               |               |               |               |
| Marwa Bouzayani      | 3000 m Hindernis | 9:31,25 min | 6       | ausgeschieden | ausgeschieden | ausgeschieden | ausgeschieden |
| Männer               |                  |             |         |               |               |               |               |
| Abdessalem Ayouni    | 800 m            | 1:45,73 min | 3       | 1:44,99 min   | 6             | ausgeschieden | ausgeschieden |
| Mohamed Amine Touati | 400 m Hürden     | 50,58 s     | 6       | ausgeschieden | ausgeschieden | ausgeschieden | ausgeschieden |

### Ringen

#### Freier Stil
Legende: G = Gewonnen, V = Verloren, S = Schultersieg
| Athleten          | Wettbewerb       | Achtelfinale | Achtelfinale | Viertelfinale | Viertelfinale | Halbfinale    | Halbfinale    | Hoffnungsrunde Halbfinale | Hoffnungsrunde Halbfinale | Hoffnungsrunde Finale | Hoffnungsrunde Finale | Finale        | Finale        | Rang |
| Athleten          | Wettbewerb       | Gegner       | Ergebnis     | Gegner        | Ergebnis      | Gegner        | Ergebnis      | Gegner                    | Ergebnis                  | Gegner                | Ergebnis              | Gegner        | Ergebnis      | Rang |
| ----------------- | ---------------- | ------------ | ------------ | ------------- | ------------- | ------------- | ------------- | ------------------------- | ------------------------- | --------------------- | --------------------- | ------------- | ------------- | ---- |
| Frauen            |                  |              |              |               |               |               |               |                           |                           |                       |                       |               |               |      |
| Sarra Hamdi       | Klasse bis 50 kg | Seema        | G 3:1        | M. Stadnik    | V 0:10        | ausgeschieden | ausgeschieden | ausgeschieden             | ausgeschieden             | ausgeschieden         | ausgeschieden         | ausgeschieden | ausgeschieden | 9    |
| Siwar Bousetta    | Klasse bis 57 kg | T. Kit       | V 0:2S       | ausgeschieden | ausgeschieden | ausgeschieden | ausgeschieden | ausgeschieden             | ausgeschieden             | ausgeschieden         | ausgeschieden         | ausgeschieden | ausgeschieden | 15   |
| Marwa Amri        | Klasse bis 62 kg | H. Johansson | V 1:5        | ausgeschieden | ausgeschieden | ausgeschieden | ausgeschieden | ausgeschieden             | ausgeschieden             | ausgeschieden         | ausgeschieden         | ausgeschieden | ausgeschieden | 15   |
| Zaineb Sghaier    | Klasse bis 76 kg | A. Gray      | V 0:8S       | ausgeschieden | ausgeschieden | ausgeschieden | ausgeschieden | Y. Adar                   | V 0:2S                    | ausgeschieden         | ausgeschieden         | ausgeschieden | ausgeschieden | 16   |
| Männer            |                  |              |              |               |               |               |               |                           |                           |                       |                       |               |               |      |
| Haythem Dakhlaoui | Klasse bis 65 kg | M. Ghiasi    | V 1:5        | ausgeschieden | ausgeschieden | ausgeschieden | ausgeschieden | ausgeschieden             | ausgeschieden             | ausgeschieden         | ausgeschieden         | ausgeschieden | ausgeschieden | 13   |
| Mohamed Saadaoui  | Klasse bis 97 kg | M. Nurow     | V 0:5        | ausgeschieden | ausgeschieden | ausgeschieden | ausgeschieden | ausgeschieden             | ausgeschieden             | ausgeschieden         | ausgeschieden         | ausgeschieden | ausgeschieden | 15   |

#### Griechisch-römischer Stil
Legende: G = Gewonnen, V = Verloren, S = Schultersieg
| Athleten        | Wettbewerb        | Achtelfinale | Achtelfinale | Viertelfinale | Viertelfinale | Halbfinale    | Halbfinale    | Hoffnungsrunde Halbfinale | Hoffnungsrunde Halbfinale | Hoffnungsrunde Finale | Hoffnungsrunde Finale | Finale        | Finale        | Rang |
| Athleten        | Wettbewerb        | Gegner       | Ergebnis     | Gegner        | Ergebnis      | Gegner        | Ergebnis      | Gegner                    | Ergebnis                  | Gegner                | Ergebnis              | Gegner        | Ergebnis      | Rang |
| --------------- | ----------------- | ------------ | ------------ | ------------- | ------------- | ------------- | ------------- | ------------------------- | ------------------------- | --------------------- | --------------------- | ------------- | ------------- | ---- |
| Männer          |                   |              |              |               |               |               |               |                           |                           |                       |                       |               |               |      |
| Souleymen Nasr  | Klasse bis 67 kg  | A. al-Obaidi | V 0:8        | ausgeschieden | ausgeschieden | ausgeschieden | ausgeschieden | ausgeschieden             | ausgeschieden             | ausgeschieden         | ausgeschieden         | ausgeschieden | ausgeschieden | 15   |
| Lamjed Maafi    | Klasse bis 77 kg  | A. Machmudow | V 0:11       | ausgeschieden | ausgeschieden | ausgeschieden | ausgeschieden | R. Hüseynov               | V 1:11                    | ausgeschieden         | ausgeschieden         | ausgeschieden | ausgeschieden | 13   |
| Haykel Achouri  | Klasse bis 97 kg  | T. Michalik  | V 0:10       | ausgeschieden | ausgeschieden | ausgeschieden | ausgeschieden | ausgeschieden             | ausgeschieden             | ausgeschieden         | ausgeschieden         | ausgeschieden | ausgeschieden | 16   |
| Amine Guennichi | Klasse bis 130 kg | Y. Acosta    | V 1:5        | ausgeschieden | ausgeschieden | ausgeschieden | ausgeschieden | ausgeschieden             | ausgeschieden             | ausgeschieden         | ausgeschieden         | ausgeschieden | ausgeschieden | 11   |

### Rudern
| Athleten                            | Wettbewerb                  | Vorlauf     | Vorlauf | Vorlauf       | Hoffnungslauf | Hoffnungslauf | Hoffnungslauf | Halbfinale | Halbfinale | Halbfinale    | Finale      | Finale | Rang |
| Athleten                            | Wettbewerb                  | Zeit        | Platz   | Qualifikation | Zeit          | Platz         | Qualifikation | Zeit       | Platz      | Qualifikation | Zeit        | Platz  | Rang |
| ----------------------------------- | --------------------------- | ----------- | ------- | ------------- | ------------- | ------------- | ------------- | ---------- | ---------- | ------------- | ----------- | ------ | ---- |
| Frauen                              |                             |             |         |               |               |               |               |            |            |               |             |        |      |
| Nour El-Houda Ettaieb Khadija Krimi | Leichtgewichts-Doppelzweier | 7:39,61 min | 5       | Hoffnungslauf | 7:54,95 min   | 5             | Final C       | –          | –          | –             | 7:22,25 min | 4      | 16   |

### Schießen
| Athleten                   | Wettbewerb            | Qualifikation   | Qualifikation | Finale          | Finale        | Ringe/ Scheiben | Rang |
| Athleten                   | Wettbewerb            | Ringe/ Scheiben | Rang          | Ringe/ Scheiben | Rang          | Ringe/ Scheiben | Rang |
| -------------------------- | --------------------- | --------------- | ------------- | --------------- | ------------- | --------------- | ---- |
| Frauen                     |                       |                 |               |                 |               |                 |      |
| Olfa Charni                | Luftpistole 10 Meter  | 570             | 25            | ausgeschieden   | ausgeschieden | 570             | 25   |
| Olfa Charni                | Sportpistole 25 Meter | 569             | 39            | ausgeschieden   | ausgeschieden | 569             | 39   |
| Männer                     |                       |                 |               |                 |               |                 |      |
| Ala al-Othmani             | Luftpistole 10 Meter  | 563             | 34            | ausgeschieden   | ausgeschieden | 563             | 34   |
| Mixed                      |                       |                 |               |                 |               |                 |      |
| Olfa Charni Ala al-Othmani | Luftpistole 10 Meter  | 561             | 19            | ausgeschieden   | ausgeschieden | 561             | 19   |

### Schwimmen
| Athleten         | Wettbewerb       | Vorlauf     | Vorlauf | Halbfinale | Halbfinale | Finale        | Finale        | Rang |
| Athleten         | Wettbewerb       | Zeit        | Rang    | Zeit       | Rang       | Zeit          | Rang          | Rang |
| ---------------- | ---------------- | ----------- | ------- | ---------- | ---------- | ------------- | ------------- | ---- |
| Männer           |                  |             |         |            |            |               |               |      |
| Ahmed Hafnaoui   | 400 m Freistil   | 3:45,68 min | 8       | —          | —          | 3:43,36 min   | 1             | Gold |
| Ahmed Hafnaoui   | 800 m Freistil   | 7:49,14 min | 10      | —          | —          | ausgeschieden | ausgeschieden | 10   |
| Oussama Mellouli | 10 km Freiwasser | —           | —       | —          | —          | 1:56:33,3 h   | 20            | 20   |

### Segeln
| Athleten                    | Wettbewerb | Qualifikation | Qualifikation | Medal Race    | Medal Race    | Punkte | Rang |
| Athleten                    | Wettbewerb | Punkte        | Rang          | Punkte        | Rang          | Punkte | Rang |
| --------------------------- | ---------- | ------------- | ------------- | ------------- | ------------- | ------ | ---- |
| Frauen                      |            |               |               |               |               |        |      |
| Eya Guezguez Sarra Guezguez | 49erFX     | 234           | 21            | ausgeschieden | ausgeschieden | 234    | 21   |
| Mixed                       |            |               |               |               |               |        |      |
| Mehdi Gharbi Rania Rahali   | Nacra 17   | 219           | 20            | ausgeschieden | ausgeschieden | 219    | 20   |

### Taekwondo
| Athleten                | Wettbewerb       | Achtelfinale | Achtelfinale | Viertelfinale | Viertelfinale | Hoffnungsrunde Halbfinale | Hoffnungsrunde Halbfinale | Halbfinale | Halbfinale | Hoffnungsrunde Finale | Hoffnungsrunde Finale | Finale         | Finale   | Rang   |
| Athleten                | Wettbewerb       | Gegner       | Ergebnis     | Gegner        | Ergebnis      | Gegner                    | Ergebnis                  | Gegner     | Ergebnis   | Gegner                | Ergebnis              | Gegner         | Ergebnis | Rang   |
| ----------------------- | ---------------- | ------------ | ------------ | ------------- | ------------- | ------------------------- | ------------------------- | ---------- | ---------- | --------------------- | --------------------- | -------------- | -------- | ------ |
| Männer                  |                  |              |              |               |               |                           |                           |            |            |                       |                       |                |          |        |
| Mohamed Khalil Jendoubi | Klasse bis 58 kg | M. Artamonow | 25:18        | S. Demse      | 32:9          | —                         | —                         | J. Jang    | 25:19      | —                     | —                     | V. Dell’Aquila | 12:16    | Silber |

### Tennis
| Athleten   | Wettbewerb | 1. Runde          | 1. Runde | 2. Runde      | 2. Runde      | Achtelfinale  | Achtelfinale  | Viertelfinale | Viertelfinale | Halbfinale    | Halbfinale    | Finale / Platz 3 | Finale / Platz 3 |
| Athleten   | Wettbewerb | Gegner            | Ergebnis | Gegner        | Ergebnis      | Gegner        | Ergebnis      | Gegner        | Ergebnis      | Gegner        | Ergebnis      | Gegner           | Ergebnis         |
| ---------- | ---------- | ----------------- | -------- | ------------- | ------------- | ------------- | ------------- | ------------- | ------------- | ------------- | ------------- | ---------------- | ---------------- |
| Frauen     |            |                   |          |               |               |               |               |               |               |               |               |                  |                  |
| Ons Jabeur | Einzel     | C. Suárez Navarro | 4:6, 1:6 | ausgeschieden | ausgeschieden | ausgeschieden | ausgeschieden | ausgeschieden | ausgeschieden | ausgeschieden | ausgeschieden | ausgeschieden    | ausgeschieden    |

### Tischtennis
| Athleten    | Wettbewerb | Vorrunde                 | Vorrunde | 1. Runde      | 1. Runde      | 2. Runde      | 2. Runde      | 3. Runde      | 3. Runde      | Achtelfinale  | Achtelfinale  | Viertelfinale | Viertelfinale | Halbfinale    | Halbfinale    | Finale/Platz 3 | Finale/Platz 3 | Rang  |
| Athleten    | Wettbewerb | Gegner                   | Erg.     | Gegner        | Erg.          | Gegner        | Erg.          | Gegner        | Erg.          | Gegner        | Erg.          | Gegner        | Erg.          | Gegner        | Erg.          | Gegner         | Erg.           | Rang  |
| ----------- | ---------- | ------------------------ | -------- | ------------- | ------------- | ------------- | ------------- | ------------- | ------------- | ------------- | ------------- | ------------- | ------------- | ------------- | ------------- | -------------- | -------------- | ----- |
| Frauen      |            |                          |          |               |               |               |               |               |               |               |               |               |               |               |               |                |                |       |
| Fadwa Garci | Einzel     | Batmönchiin Bolor-Erdene | 1:4      | ausgeschieden | ausgeschieden | ausgeschieden | ausgeschieden | ausgeschieden | ausgeschieden | ausgeschieden | ausgeschieden | ausgeschieden | ausgeschieden | ausgeschieden | ausgeschieden | ausgeschieden  | ausgeschieden  | 65–70 |
| Männer      |            |                          |          |               |               |               |               |               |               |               |               |               |               |               |               |                |                |       |
| Adam Hmam   | Einzel     | —                        | —        | Kou Lei       | 0:4           | ausgeschieden | ausgeschieden | ausgeschieden | ausgeschieden | ausgeschieden | ausgeschieden | ausgeschieden | ausgeschieden | ausgeschieden | ausgeschieden | ausgeschieden  | ausgeschieden  | 49–64 |

### Volleyball
| Wettbewerb    | Männer |
| ------------- | --- |
| Athleten      | Ahmed Kadhi Khaled Ben Slimene Mohamed Ali Ben Othmen Miladi Elyes Karamosli Omar Agrebi Hamza Nagga Ismaïl Moalla Mehdi Ben Cheikh Selim Mbareki Wassim Ben Tara Aymen Bouguerra Saddem Hmissi |
| Trainer       | Antonio Giacobbe |
| Gruppenphase  | Brasilien (0:3) Frankreich (0:3) Vereinigte Staaten (1:3) Argentinien (2:3) ROC (0:3) |
| Viertelfinale | ausgeschieden |
| Halbfinale    | ausgeschieden |
| Finale        | ausgeschieden |
| Platzierung   | 11 |